# Dichaetomyia nigrolineata
Dichaetomyia nigrolineata är en tvåvingeart som först beskrevs av Stein 1900.  Dichaetomyia nigrolineata ingår i släktet Dichaetomyia och familjen husflugor. Inga underarter finns listade i Catalogue of Life.